# 上野秀年
上野秀年（うえのひでとし、1954年6月29日 - ）は日本の俳優。宮崎県出身。血液型はO型。特技は大道芸。

## 出演

### テレビドラマ
- 長七郎江戸日記(NTV/ユニオン映画)
  - 第1シリーズ
    - 第3話「風流山王祭」（1983年）
    - 第89話「母と子の子守唄」（1986年）- 目明し

  - 第2シリーズ 第1話「散るが命か、寒椿」（1988年）
- 暴れん坊将軍シリーズ（ANB / 東映）
  - 暴れん坊将軍II
    - 第45話「いかさま奉行の鴨ネギ音頭!」（1984年） - 門番
    - 第59話「日本一のゴマすり茶坊主」（1984年） - 栄春
    - 第79話「花の江戸城 つまみ食い天国!」（1984年） - 松山
    - 第103話「質に入っため組の喧嘩!」（1985年） - 太鼓持ち
    - 第122話「花のお江戸で嫁とるだ!」（1985年） - 越後屋番頭
    - 第131話「夜空燃ゆ! 呪いのほうき星」（1985年） - 髪結屋の主人
    - 第154話「吉宗泣かせた悪いガキ!」（1986年） - 三太
    - 第176話「決戦前夜の仮祝言!」（1986年） - 清造
    - 第190話「食通くらべ日本一!」（1987年） - 瓦版屋

  - 暴れん坊将軍III
    - 第27話「罠にかかった女」（1988年） - 多助
    - 第37話「魔性の女の涙雨」（1988年） - 番頭
    - 第58話「白狐が泣いた夫婦唄!」（1989年）- 座長
    - 第64話「まさか! 辰五郎が不倫!?」（1989年）- 瓦版売り
    - 第80話「おしゃれ殿様」（1989年）- 板前
    - 第92話「地獄で仏のおやこ唄」(1990年）- 良次
    - 500回スペシャル「将軍琉球へ渡る 天下分け目の決闘」(1990年）
    - 第105話「惚れて深川、あゝ八千両」（1990年）- 唐がらし売り

  - 暴れん坊将軍IV
    - SP「ご生母、謎の失踪! 吉宗、江戸城決戦春一番!!」（1991年）
    - 第3話「春の嵐、江戸城刃傷事件」（1991年） - 同心
    - 第14話「恋の細道、通りゃんせ!」（1991年） - 瓦版売り
    - 第45話「おやこ喧嘩の大手柄!」（1992年） - 半次役
    - 第64話「危うし! 吉宗、妖刀村正騒動」（1992年） - 瓦版売り

  - 暴れん坊将軍V
    - 第11話「悲恋の仇討ち免状」（1993年） - 巳之吉役
    - 第16話「おんな事件屋、江戸を斬る!」（1993年） - 松造

  - 暴れん坊将軍VI
    - SP1「吉宗潜入! 謀略の城 偽将軍宣下を阻止せよ!」（1994年）
    - 第8話「め組が運んだ涙の訴状」（1994年） - 番頭役
    - 第9話「お婆よ泣くな江戸の雪」（1994年） - 藩士（甲）
    - 第22話「しっかり女房、降参する」（1995年） - 番頭
    - 第36話「冷や飯剣法恋囃子」（1995年） - 瓦版売り
    - 第42話「黄金地蔵が呉れたお母ちゃん」（1995年） - 瓦版売り

  - 暴れん坊将軍VII
    - 第7話「愛妻騎馬奉行」（1996年） - 瓦版売り
    - 第11話「魔剣! 鮮血の花嫁」（1996年） - 呉服屋

  - 暴れん坊将軍VIII 第10話「陰謀に巻き込まれた黄門様!?」- 虎鶴堂の売り子
  - 暴れん坊将軍IX
    - 第10話「美人後家を守れ! 弁護人になった将軍」- 和泉屋手代
    - 第16話「大奥の改革 上様、お恨みいたします!」- 吉五郎
    - 第28話「江戸城大揺れ!! 吉宗ついに結婚か…」- 易者
    - 第36話「悪徳商法をつぶせ! 二人の父を持つ若女房」- 最上屋番頭

  - 暴れん坊将軍XI 〜 春のスペシャル（2001年 - 2004年） - め組の若い衆・歳松役
- 大岡越前
  - 第8部 第13話「復讐唐人剣」（1984年10月15日）
  - 第9部
    - 第10話「夫婦の絆は値千両」（1985年12月30日）
    - 第21話「盗賊を強請った男」（1986年3月17日）

  - 第10部
    - 第3話「巷の噂を買う女」（1988年3月14日）
    - 第23話「臆病風を吹き飛ばせ！」（1988年8月7日）

  - 第13部
    - 第15話「河童にさらわれた若旦那」（1993年2月22日）
    - 第19話「両刃が抉る復讐の謎」（1993年3月22日）

  - 第14部
    - 第11話「狐火の五千両」（1996年8月26日）
    - 第13話「情けを教えた人参泥棒」（1996年9月9日）
    - 第15話「牛も唸った大岡裁き」（1996年9月23日）

  - 第15部
    - 第11話「さまよう老人」（1998年11月23日）
    - 第14話「小さな出会い」（1998年12月14日）
- 遠山の金さん（ANB / 東映） ※高橋英樹版
  - パート1
    - 第130話「喪服の女に忍び寄る赤い罠!」（1985年）
    - 第143話「さすらいの黙示録・越後三味線の女III」（1985年）
    - 第150話「女遊び人・昇り竜のお篠七変化!」（1985年）

  - パート2 
    - 第10話「愛のお葬式・私は無実です!」（1985年）
    - 第28話「よつやこふてらの女!」（1986年）
    - 第36話「惚れられたのが地獄だった!」（1986年）
- 水戸黄門（TBS / C.A.L）
  - 第16部
    - 第2話「闇に仕掛けた皆殺しの罠 -府中-」（1986年5月5日） - 百姓
    - 第26話「おてんば姫君七変化 -亀田-」（1986年10月20日）  - 近習

  - 第18部
    - 第25話「無念晴らす献上絞 -鳴海-」（1989年3月6日）
    - 第27話「妻が守った夫の武士道 -掛川-」（1989年3月20日）

  - 第19部
    - 第13話「待ったなし人間将棋 -天童-」（1989年12月18日）
    - 第20話「姫が暴いた悪企み -高山-」（1990年2月12日） -

  - 第20部 第45話「娘馬子仇討ち悲願 -福島-」（1991年9月16日）
  - 第21部
    - 第5話「恩讐越えた恋人形 -三次-」（1992年5月4日）
    - 第13話「鬼と呼ばれた母の真実 -延岡-」（1992年6月29日）
    - 第27話「父子で競う献上木曽塗り -奈良井-」（1992年10月5日）

  - 第22部
    - 第1話「水戸黄門」（1993年5月17日）
    - 第8話「仇討ち悲願の旅芝居 -桑名-」（1993年7月5日）
    - 第18話「娘が綺麗になる方法 -島原-」（1993年9月13日）
    - 第24話「助けた娘はお姫様 -姫路-」（1993年10月25日）- お面屋

  - 第23部
    - 第12話「兄の敵はお殿様 -山中-」（1994年10月24日）
    - 第29話「葵の印籠が盗まれた!? -宇和島-」（1995年2月27日）
    - 第37話「育ての母は木曽節お仙 -妻籠-」（1995年4月24日）

  - 第24部 第31話「お銀の身替り花嫁 -弘前-」（1996年4月29日）
  - 第25部
    - 第4話「漉いて好かれた三島暦 -三島-」（1997年1月13日）- 仙次
    - 第13話「若様の水門破り -高松-」（1997年3月17日）- 大工職人
    - 第25話「罠を仕掛けた釣り天井 -高山-」（1997年6月16日） - 百姓

  - 第26部
    - 第5話「間違えられた黄門様 -広島-」（1998年3月9日） - 笠岡屋
    - 第14話「僕のじい様は黄門様 -宇土-」（1998年5月18日） - 十兵衛の手下
    - 第23話「京の都に恋の花 -京都-」（1998年7月20日） - 野菜売り

  - 第27部
    - 第10話「父子つないだ献上箔椀 -浄法寺-」（1999年5月24日） - 茶店の主人
    - 第16話「黄門様を探した娘 -久保田-」（1999年7月5日） - 木樵師
    - 第25話「娘飛脚はお姫様 -松本-」（1999年9月6日） - 旅侍

  - 第28部
    - 第10話「見てはいけない狐の嫁入り -吉田-」（2000年5月15日）
    - 第17話「暴れん坊は紀州の若様 -京都-」（2000年7月10日）
    - 第32話「リストラをぶっ飛ばせ! -防府-」（2000年11月6日）

  - 第29部 第3話「光圀を狙え! -潮来-」（2001年4月16日）
  - 第31部 第13話「うまい鯛にゃ裏がある -明石-」（2003年1月20日）- 番頭
  - 第34部 第6話「忠義貫き北国に春 -陸前高田-」（2005年2月14日）- 六平
  - 第36部 第3話「手抜き普請の悪退治 -善光寺-」（2006年8月7日）- 留
  - 第42部 第18話「千客万来!代筆美人 -桑名-」（2011年2月21日）
  - 第43部 第18話「上様、長屋で叱られる -江戸-」（2011年11月21日）
- 江戸を斬るシリーズ（TBS / C.A.L）
  - 江戸を斬るVII 第11話「お京誘拐御用旅」（1987年）
  - 江戸を斬るVIII 第5話「意外な目撃者」（1994年）
- 名奉行 遠山の金さん（ANB / 東映）
  - 第1シリーズ
    - 第13話「消えた美女たち」（1988年）
    - 第21話「消えた三万両?!」（1988年）- 子分

  - 第2シリーズ
    - 第3話「風呂屋の亭主が謎の連続心中」（1989年）- 瓦版屋
    - 第24話「さらば金さん、打ち首獄門!?」（1989年）

  - 第3シリーズ 第11話「尼僧に忍びよる黒い影」（1990年） - 佐吉
  - 第4シリーズ
    - 第3話「神隠しから戻った美女」（1991年） - 瓦版屋
    - 第14話「お目付け桜に惚れたひと」（1992年）
    - 第24話「百両の夢!殺しの美人くらべ」(1992年) - かわら版屋

  - 第5シリーズ
    - 第8話「白い肌に溺れた与力」（1993年）- 瓦版屋
    - 第15話「桜吹雪の刺青をいれた女」（1993年）- 居酒屋の客
    - 第29話「満月の夜に人妻が襲われる!」（1993年） - 小文太
- 三匹が斬る! シリーズ（ANB / 東映）
  - 三匹が斬る!  第6話「鬼と呼ぶ、男に惚れて薄化粧」（1987年）- 岡っ引き
  - 続・三匹が斬る!
    - 第11話「獅子舞の、童が聞いた子守唄」（1989年）
    - 第17話「評判の、早春蘭が死を招く!」（1989年）

  - 続続・三匹が斬る! 第4話「壺が割れ、正体見えた逃亡者」（1990年）
  - また又・三匹が斬る! 第15話「お立会い!煮ても焼いても食えぬ奴」（1991年）
  - 新・三匹が斬る! 第19話「羽黒山、天狗も泣いた色と欲」（1993年） - 百姓
- 必殺シリーズ（ABC / 松竹）
  - 必殺まっしぐら！第7話「相手は徳島剣山の暴力修験者」-木樵り
- 月影兵庫あばれ旅（TX / 松竹）
  - 第1シリーズ 第6話「三分の税と戦え!!」（1989年）
  - 第2シリーズ 第10話「女講釈師 見てきたような大捕物」（1990年）
- 将軍家光忍び旅（ANB / 東映）
  - 第1シリーズ 第2話「父ちゃんの海を返せ!」（1990年） - 旅篭の番頭
  - 第1シリーズ 第15話「旅人泣かせの船宿退治」（1990年） - 関所の門番
- 岡っ引どぶ 第4話「謎の連凧殺人事件」（1991年、CX / 映像京都）
- あばれ八州御用旅 (TX / ユニオン映画）
  - 第2シリーズ 第16話 「阿片地獄に散った華」（1991年）
  - 第4シリーズ 第9話 「おしめ十兵衛」（1994年）
- 闇を斬る!大江戸犯科帳 第17話「人情裁き！裏表二人奉行」（1993年）
- 銭形平次（CX）
  - 第2シリーズ 第3話「家元の死」（1992年）
  - 第3シリーズ 
    - 第6話「落ちた天神花」（1993年）
    - 第17話「赤い櫛」（1993年）

  - 第4シリーズ 第12話「幽霊からの手紙」（1994年）
  - 第5シリーズ 第9話「祭りの夜」（1995年）
  - 第6シリーズ 第4話「血文字の謎」（1997年）
- 鬼平犯科帳 第7シリーズ 第2話「男のまごころ」（1996年、CX / 松竹）
- 隠密奉行朝比奈　(CX /東映）
  - 第1シリーズ 第7話「出雲松江 灼熱地獄タタラ」（1998年）
  - 第2シリーズ 第1話「南国土佐 よみがえる海賊船」（1999年）
- 爆竜戦隊アバレンジャー 第12話「アバレノコギリ、京都を斬る!」（2003年5月4日、テレビ朝日 / 東映） - 酔っ払い
- 八丁堀の七人
- 新・京都迷宮案内2
- 忠臣蔵
- 京都グルメ旅行殺人事件
- 月曜ドラマスペシャル「一色京太郎事件ノート6 京都火祭り鬼面殺人事件」
- 金曜エンタテイメント「京都女優シリーズ3 京都怪奇伝説殺人事件」
- 科捜研の女 第12シリーズ - 吉岡繁信

### 映画
- 極道の妻たち
- 最後の博徒
- 二代目はクリスチャン

### Vシネマ
- 極道の血